# G7-Gipfel in Biarritz 2019
Der G7-Gipfel in Biarritz war das 45. Gipfeltreffen der Regierungschefs der Gruppe der Sieben.

## Allgemeines

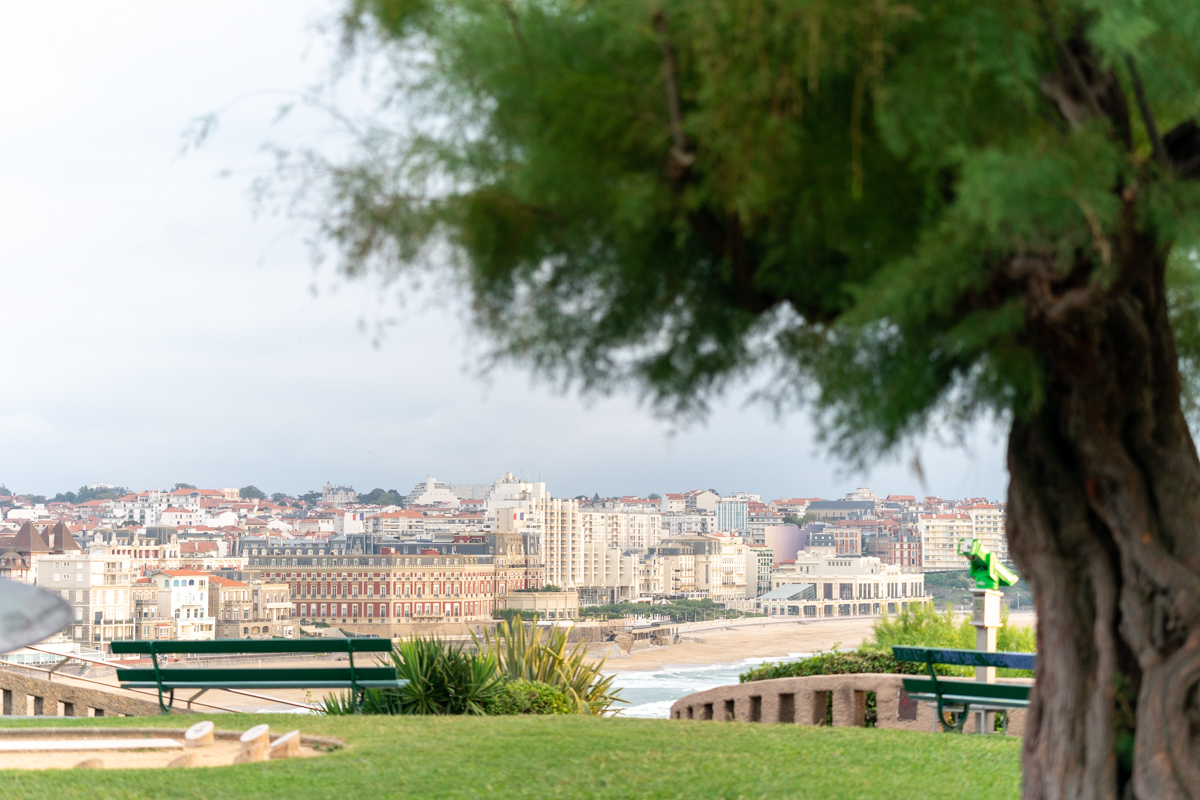
Blick auf Biarritz
(24. August 2019)

Das Treffen fand unter dem Vorsitz des französischen Staatspräsidenten Emmanuel Macron vom 24. bis zum 26. August 2019 statt. Veranstaltungsort war das Hôtel du Palais in Biarritz.
Aufgrund der Annexion der Krim 2014 erklärte die G7, dass eine sinnvolle Diskussion mit Russland im Rahmen der G8 nicht möglich sei. Seitdem wurden die Treffen im Rahmen des G7-Prozesses fortgesetzt.
Macron erklärte, es werde im Gegensatz zu früheren Treffen kein vorab ausgehandeltes Schlusskommuniqué geben. „Kein Mensch“ lese diese Dokumente, die von Bürokraten geschrieben seien, in deren Abhängigkeit er sich nicht begeben wolle.

## Themen

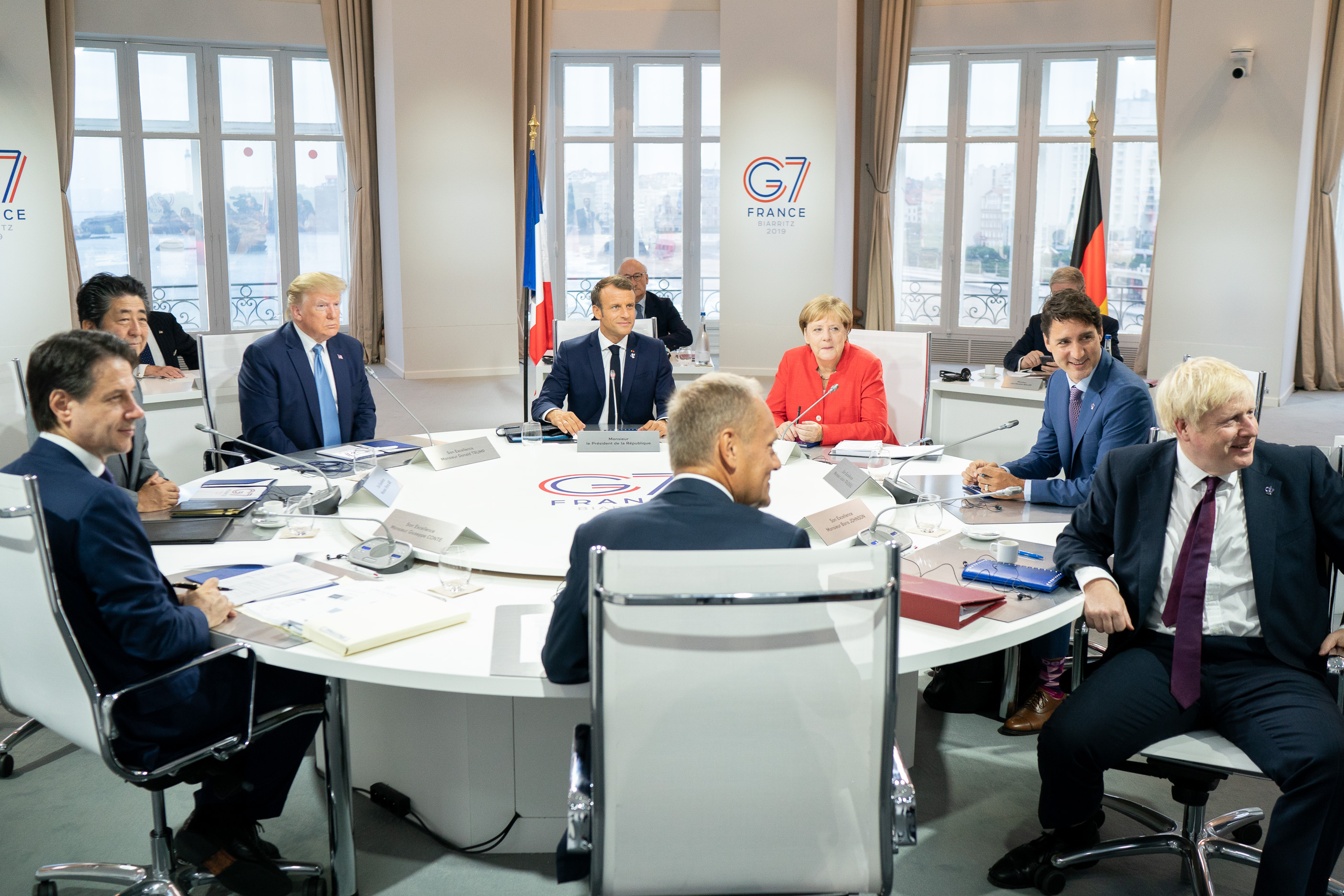
Gesprächsrunde am 25. August

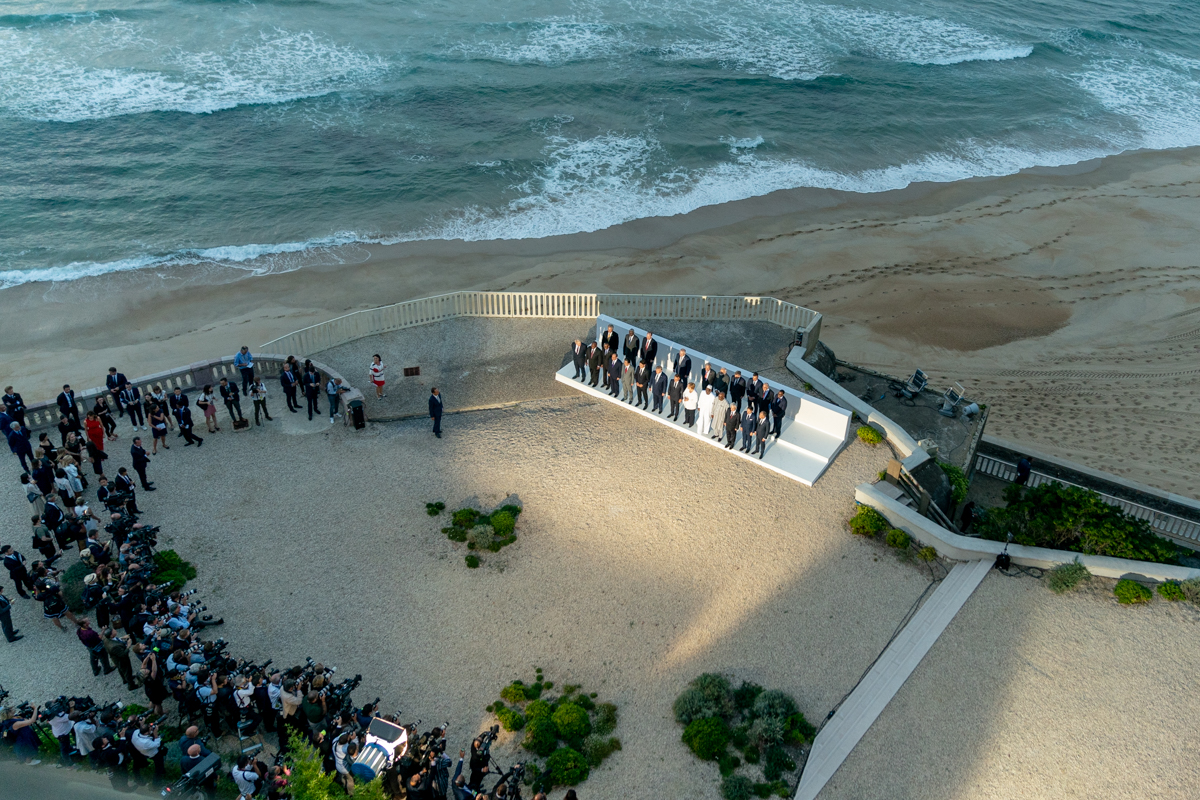
Gipfelfoto mit Medien vor dem Hotel du Palais in Biarritz

- Klimawandel, Waldbrände im Amazonas-Regenwald[2], Verlust von Biodiversität, Schutz der Ozeane

- Welthandel und Regelung des Kapitalismus
- Förderung der Gleichstellung der Geschlechter
- Digitale Revolution bzw. Digitalisierung
- Einbindung der Gastländer in den 45. G7-Gipfel
- Konflikte in Afrika, Syrienkrieg, Ukrainekonflikt, Iran[3], Nordkorea[4]

Gegen die Feuer in Brasilien und die Waldbrandgebiete im Amazonasgebiet wurde Unterstützung zugesagt.
Sahel-InitiativeAm zweiten Gipfeltag trafen Vertreter fünf afrikanischer Staaten ein (siehe Infobox), die in den Monaten vor dem Treffen Vorschläge für neue Afrika-Strategien eingebracht hatten. In einer Pressekonferenz wurde eine neue Partnerschaft für Sicherheit und Stabilität in der Sahel-Region angekündigt.

## Weitere Gipfelereignisse
Überraschend traf am 25. August der nicht offiziell zum G7-Gipfel eingeladene iranische Außenminister Mohammed Dschawad Sarif in Biarritz ein und führte Gespräche mit Macron.
Der 2018 erstmals einberufene Beirat für Gleichstellungsfragen (GEAC) fand erneut statt.